# Могила дочки короля
Могила дочки короля (мак. Турбе на кралската ќерка) — мавзолей, який належить боснійській принцесі Катарині та знаходиться в Скоп'є, столиці Північної Македонії, біля корпусу факультету Природничих наук та Математики Університету св. Кирила і Мефодія. Пам'ятка була сильно пошкоджена під час землетрусу в 1963 році. Надмогильний пам'ятник був реконструйований в 2014 році Міністерством Культури Північної Македонії за фінансової допомоги Міністерства культури та спорту Боснії та Герцеговини.
Мавзолей дочки короля (принцеси) зараховують до ісламо-східних сакральних об'єктів, а також до османсько-боснійської і багатомовної македонської культурної спадщини на Балканському півострові.

## Історія

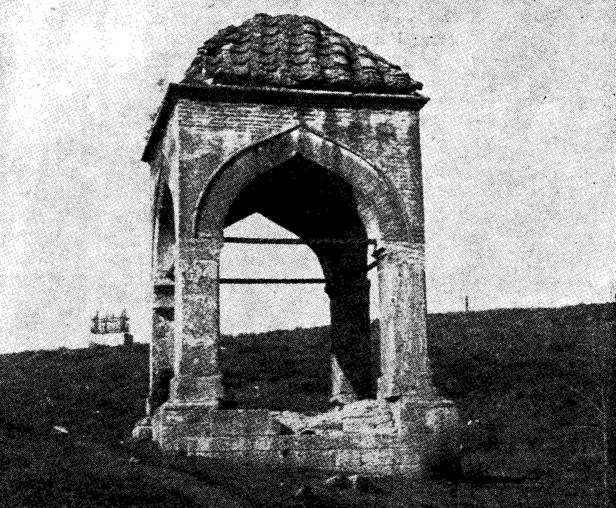
Мавзолей на початку XX століття

В історичних джерелах не має інформації, коли мавзолей був побудований. Хоча жодних написів на самій пам'ятці не залишилося, історики зараховують об'єкт до періоду кінця XV — початку XVI століття. Деякі наукові праці відносять пам'ятку до раннього періоду Османського правління на Балканському півострові, проте такі дослідження, особливо працю Вери Дордевіч: «The Grave Of The „Kings Daughter“ in Skopje», не розглядають як авторитетне джерело інформації через довільність та історичну неточність у викладенні матеріалу.
За найвірогіднішою версією, Сигізмунд та Катарина були боснійськими принцом та принцесою, які прямували дорогою до Стамбула. Ісхак Бек Ісхаковіч, відомий тоді прикордонний аристократ, відповідав за безпеку їхньої подорожі. Принцесі стало погано на території Північної Македонії. У Скоп'є намагалися вилікувати її, але вона померла. Сигізмунд вирішив рухатися далі до Стамбулу. Після отримання інформації про смерть молодої принцеси, османський султан Мехмед II Фатіх наказав збудувати мавзолей. Це було особисте бажання султана. Сигізмунд та Катарина прийняли іслам ще в Боснії, тому вони були вільними людьми. Їхнє прийняття ісламу було важливим фактом для побудови мавзолею.
За часів Османської імперії мусульмани з Скоп'є навідувалися до могили та залишали там запалені свічки. Дервіші монастиря Арабаті Баба-теке доглядали за пам'ятником. Вони вважали, що на землі її предків була одна з семи могил («Єди табут»), де були поховані залишки Сарі Салтук-Деде.
Принц Сигізмунд дістав титул Бея в Стамбулі і Карахісарі. В історичних джерелах він записаний як Ісхак-Бей Кралєвіч. Після поразки у битві при Фарсурі (1488), він був полонений єгиптянами. Не має жодних записів про нього в історичних джерелах після 1490, що є свідченням недовгого життя після полону. Він був похований в грецькому місті Сере.

## Теперішній час
У 1963 році гробниця була повністю зруйнована сильним землетрусом. У 2014 році відбудована зусиллями Північної Македонії і Боснії та Герцеговини.